# Koszmosz műholdak
A Koszmosz műholdak (cirill betűkkel: Космос) különféle célú műholdakból álló szovjet, majd orosz műhold-sorozat. A sorozat első műholdját 1962-ben indították. A sorozatban folyamatosan növekedett a felbocsátott űreszközök száma, 1970-től évente átlagban 70–80 indítást hajtottak végre. 2007-ig több mint 2400 műholdat indítottak Koszmosz elnevezéssel. A sorozat műholdjai között katonai és polgári célú műholdak egyaránt voltak. A szovjet katonai felderítő célú műholdak – pl. Zenyit felderítő műholdak – többségét Koszmosz néven indították.
Egyes kutatási célú műholdak, pl. a Metyeor, Foton és a Bion műholdaknál, valamint egyéb űreszközök kísérleti példányainál szintén használták a Koszmosz-sorozatjelzést. A Koszmosz műholdakat a bajkonuri és a Pleszeck űrrepülőtérről, valamint az 1980-as évek végéig a Kapusztyin Jar rakétakísérleti lőtérről indították. A műholdak pályamagassága 150 kilométertől több tízezer kilométerig terjedt. Az indításokhoz különböző hordozórakétákat alkalmaztak. Leggyakrabban a Koszmosz hordozórakétát használták. A holdak tömege néhány kilogrammtól több tonnáig terjedt.

## Kezdetek
1962. március 16-án juttatták pályára az első Koszmosz–1 műholdat.

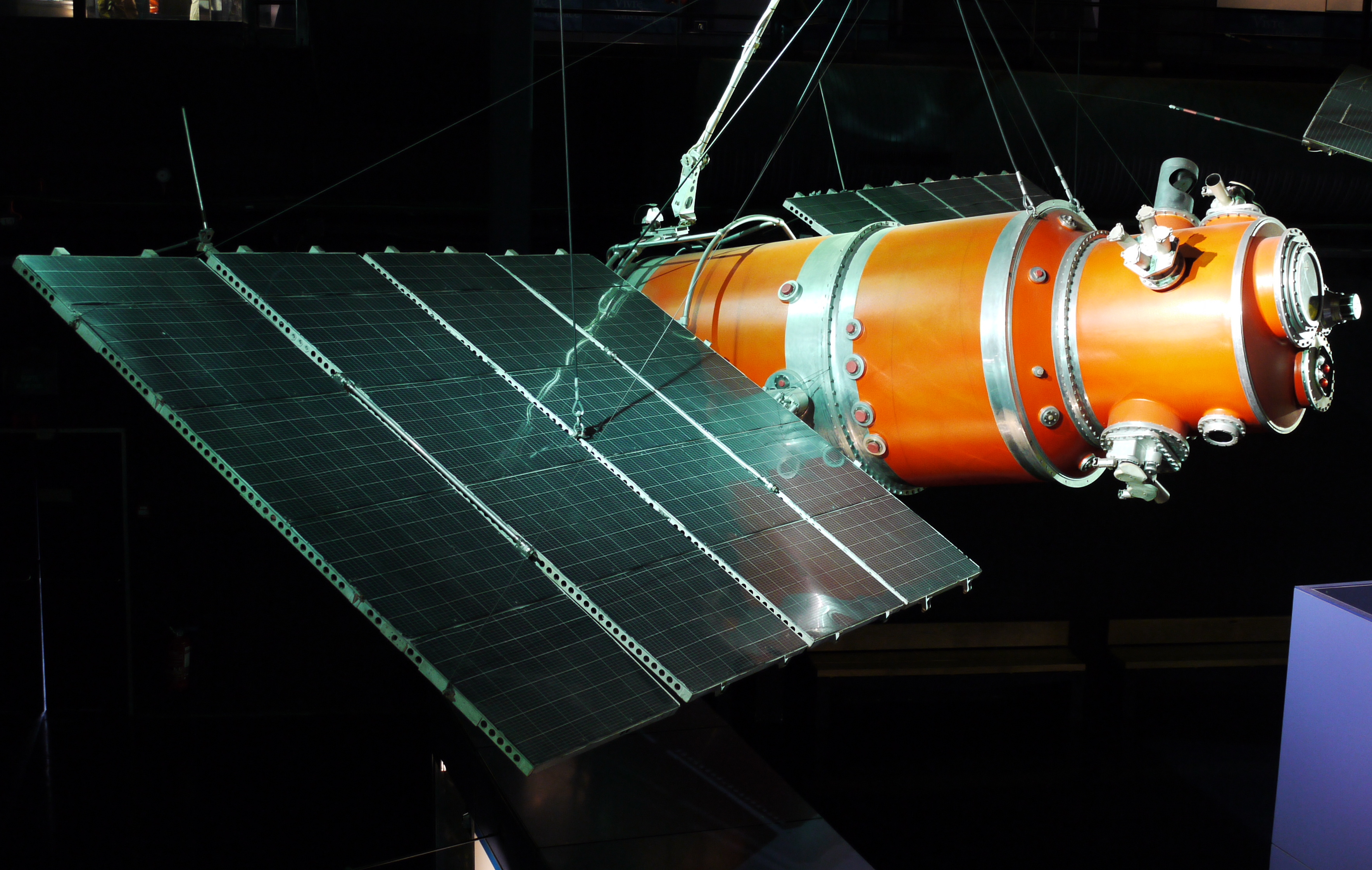
A Koszmosz–122 jelzéssel indított Metyeor műhold makettje

## Vizsgálati programok
A Föld és a Föld körüli tér átfogó vizsgálata:
- az ionoszféra különböző rétegeiben található töltött részecskék, elektronok és ionok sűrűségének vizsgálata,
- a Napból kiinduló részecskesugárzás (napszél) összetételének és energiaeloszlásának vizsgálata,
- a Földet körülvevő sugárzási övezetet alkotó részecskék minőségének és energiájának vizsgálata,
- az elsődleges kozmikus sugárzás összetételének és időbeli változásainak vizsgálata,
- a földmágneses erőtér vizsgálata a magasság, a földrajzi szélesség, az évszakos és napszakos változások feltárása,
- a Nap röntgen- és ibolyántúli sugárzásának vizsgálata; a sugárzási típusok más kozmikus forrásainak felderítése,
- a magas légkör gázrészecskéinek kémiai összetételének vizsgálata,
- a mikro-meteorok térbeli eloszlásának, ezen eloszlás időbeli változásának és az egyes részecskék energiájának vizsgálata,
- a legalsó légköri réteg, a troposzféra felhőképződési és időjárási jelenségeinek vizsgálata,
- geológiai és geofizikai kutatások végzése,
- biológiai (állati, növényi) kísérletek végzése űrkörülmények között,
- különféle technikai, technológiai kísérletek végrehajtása.